# Kirgisistan ved sommer-OL 2016
Kirgisistan deltog ved Sommer-OL 2016 i Rio de Janeiro som blev arrangeret i perioden 5. august til 21. august 2016. Dette var landets sjette deltagelse ved sommer-OL siden landet var medlem af Sovjetunionen. 

## Medaljer
| 2016 Rio de Janeiro | Guld | Sølv | Bronze | Total |
| Kirgisistan         | 0    | 0    | 0      | 0     |